# Amine (prénom)
Pour les articles homonymes, voir Amine, Amin et Lamine.
Cette page présente le prénom Amine ainsi que ses variantes.
Amine ou Amin (arabe : أمين) est un nom propre masculin signifiant "(quelqu'un de) sûr". Il peut être employé comme prénom ou comme nom.
En phonétique, le [e] final n'est pas prononcé. C'est la même racine sémitique que le mot liturgique amen issu de l'hébreu.

## Variantes
- Aman
- Ameen
- Amein
- Amyn
- Lamine (arabe : الأمين el-Amine)
- Euhmaïne (DA EIP)

## Amine en tant que prénom
- Pour l'ensemble des articles sur les personnes portant ce prénom, consulter :
  - la liste des articles dont le titre commence par ce prénom
  - les listes produites par Wikidata : Liste des personnes de prénom « Amine » — même liste en incluant les éventuels prénoms composés qui contiennent « Amine ».
- Amine Hafez (1921-2009), homme politique libanais
- Amine Gemayel (1942-), président libanais
- Hedayat Amine Arsala (1942-), homme politique afghan
- Amin Maalouf (1949-), écrivain franco-libanais
- Amine Lahcen Demnati (1949-), homme politique marocain
- Mohamed Amine Sbihi (1954-), homme politique marocain
- Amine Cherri (1957-), homme politique libanais
- Youssouf Amine Elalamy (1961-), écrivain marocain
- Mohamed El-Amine Souef (1962-), diplomate, écrivain et homme politique comorien
- Pierre Amine Gemayel (1972-), homme politique libanais
- Amine Bessrour (1978-), volleyeur tunisien
- Amine Rzig (1980-), basketteur tunisien
- Mohamed Amine Kabli (1980-), footballeur marocain
- Amine Laâlou (1982-), athlète marocain
- Amine Mounder (1982-), chanteur et compositeur franco-marocain
- Amine Boushaki (en) (1982-), judoka algérien
- Mohamed Amine Zidane (1983-), footballeur algérien
- Amine Aksas (1983-), footballeur algérien
- Amine Bakkali (1984-), footballeur marocain
- Amine Ltifi (1984-), footballeur tunisien
- Amine Maghrebi (1984-), joueur tunisien de basket-ball
- Amine Boukhlouf (1984-), footballeur algérien
- Amine El Bourkadi (1985-), footballeur marocain
- Amine Abbès (1986-), footballeur tunisien
- Mohamed Amine Aoudia (1987-), footballeur algérien
- Mohamed Amine Ouadahi (1987-), boxeur algérien
- Mohamed Amine Zouaoui (1987-), volleyeur tunisien
- Amine Chermiti (1987-), footballeur tunisien
- Amine El Kass (1988-), footballeur marocain
- Amine Touahri (1989-), footballeur algérien
- Amine Linganzi (1989-), footballeur français
- Amine Lecomte Addani (1990-), footballeur marocain
- Amine Bannour (1990-), handballeur tunisien
- Amine el-Manaoui (1991-), athlète marocain
- Amine Gülşe (1993-), actrice et mannequin turco-suédoise
- Amine Harit (1997-), joueur de football marocain
- Amine Gouiri (2000-), footballeur franco-algérien
- Mohammad Amine Itani (?-), homme politique libanais

## Autre
- Aminé (1994-), rappeur américain